# Paratorchus flexuosus
Paratorchus flexuosus – gatunek chrząszczy z rodziny kusakowatych i podrodziny Osoriinae.
Gatunek ten opisany został w 1982 roku przez H. Pauline McColl jako Paratrochus flexuosus. W 1984 roku ta sama autorka zmieniła nazwę rodzaju na Paratorchus, w związku z wcześniejszym użyciem poprzedniej nazwy dla rodzaju mięczaków.
Chrząszcz o walcowatym ciele długości od 3 do 3,3 mm, barwy rudobrązowej z jaśniejszymi odnóżami i czułkami. Wierzch ciała ma delikatnie punktowany oraz umiarkowanie gęsto owłosiony. Długość szczecinek okrywowych jest równa odległościom między nimi. Prawie okrągłe oczy buduje pojedyncze, wypukłe omatidium. Przedplecze ma od 0,43 do 0,45 mm długości i błyszczący wygląd wskutek płytkiej, siateczkowatej mikrorzeźby. Przednia ⅓ przedplecza jest szersza niż tylna ⅓. Odwłok ma wyraźnie widoczne linie łączeń między tergitem a sternitem tylko w przypadku trzeciego segmentu, a dziewiąty tergit niezbyt silnie wydłużony ku tyłowi w dwa krótkie, tępe wyrostki tylne o przeciętnym rozstawie. U samca ósmy sternit odwłoka pozbawiony jest wgłębień i listewek. Narząd kopulacyjny samca ma szeroki wyrostek boczny zakrzywiony wokół długiej i ostro zgiętej części rurkowatej, a paramery nie są buławkowate. Samicę cechuje owalna spermateka o wymiarach 0,125 × 0,063 mm.
Owad endemiczny dla Nowej Zelandii, znany z regionu Northland na Wyspy Północnej. Zasiedla ściółkę.